# PH1
KIC 4862625 hay còn gọi là PH1b (viết tắt của "Planet Hunter 1"), hoặc theo chỉ định của NASA Kepler-64b, là một hành tinh ngoài hệ mặt trời được tìm thấy trong quỹ đạo hình tròn trong hệ bốn sao Kepler-64. Hành tinh được phát hiện bởi hai nhà thiên văn nghiệp dư từ dự án Planet Hunters của các nhà thiên văn nghiệp dư sử dụng dữ liệu từ kính viễn vọng không gian Kepler với sự hỗ trợ của nhóm các nhà thiên văn học quốc tế thuộc Đại học Yale. Khám phá được công bố vào ngày 15 tháng 10 năm 2012. Đây là hành tinh chuyển tiếp được biết đến đầu tiên trong hệ sao bốn cực, hành tinh tuần hoàn được biết đến đầu tiên trong hệ sao bốn cực, và hành tinh đầu tiên trong hệ sao bốn cực được tìm thấy. Đó là hành tinh được xác nhận đầu tiên được phát hiện bởi PlanetHunters.org. Một phát hiện độc lập và gần như đồng thời cũng được báo cáo từ bản sửa đổi dữ liệu của kính viễn vọng không gian Kepler bằng thuật toán phát hiện chuyển tuyến.

## Hệ sao
Hành tinh khổng lồ có kích cỡ sao Hải Vương, khoảng 20-55 khối lượng Trái đất (M). Nó có bán kính gấp 6,2 lần Trái đất. Hệ sao này cách Trái đất 5000 năm ánh sáng. Hành tinh quay quanh một nhị phân gần, với một nhị phân xa hơn quay quanh ở khoảng cách xa, tạo thành hệ sao bốn cực. Hệ thống sao có tên Danh mục đầu vào Kepler KIC 4862625 cũng như ký hiệu Kepler-64. Nhị phân gần (Aa + Ab) mà các vòng tròn hành tinh có chu kỳ quỹ đạo là 20 ngày. Chúng tạo thành một cặp nhị phân lu mờ. Hai ngôi sao là (Aa) 1,5 khối lượng mặt trời (M ☉) sao thứ tự chính loại F và (Ab) 0,41  lùn đỏ. Hành tinh quay quanh cặp nhị phân này trong quỹ đạo 138,3 ngày. Các cặp nhị phân có khoảng cách 1000 AU. Một mô hình trắc quang-động đã được sử dụng để mô hình hệ hành tinh của cặp nhị phân gần. Nhị phân xa (Ba + Bb) có khoảng cách cặp là 60 AU. Hai ngôi sao là (Ba) 0,99 Ngôi sao chuỗi chính loại  G và (Bb) 0,51  lùn đỏ. Hệ thống sao bốn cực có tuổi ước tính là 2 gigayears. Hệ thống được đặt ở vị trí bên phải 19h 52m 51.624s suy giảm +39° 57′ 18.36″    do đó cũng có một 2MASS catalô nhập cảnh của 2MASS 19.525.162 + 3.957.183 

## Khám phá

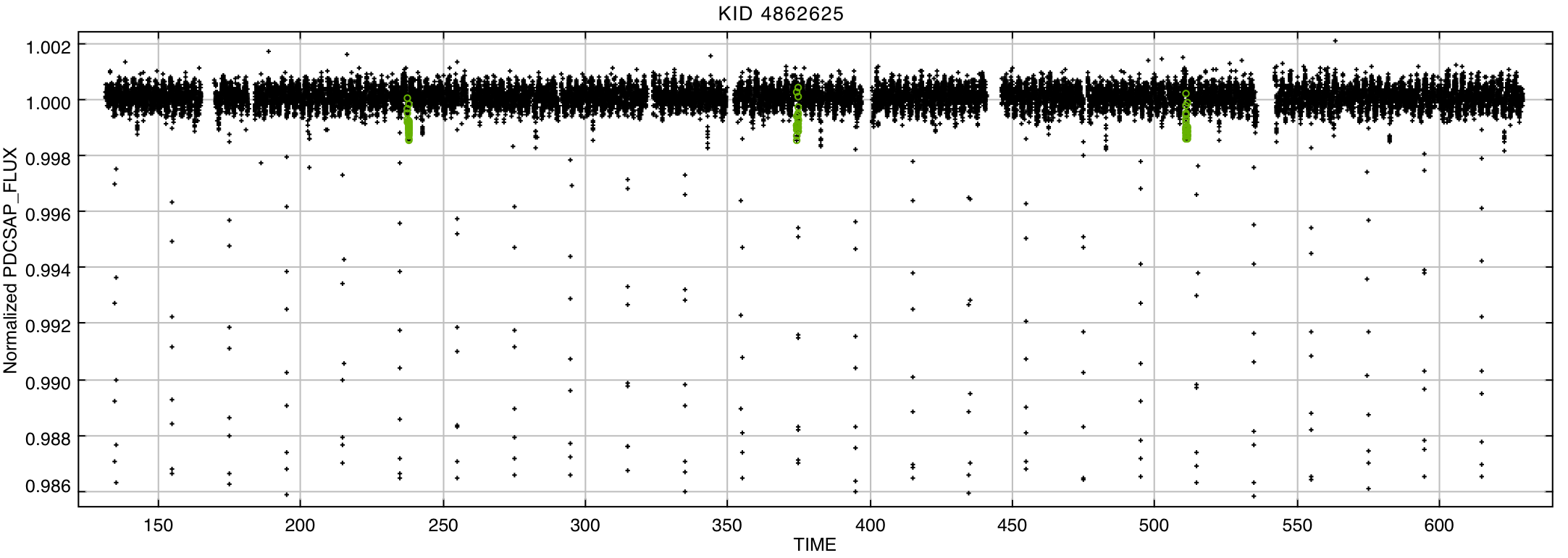
Đường cong ánh sáng báo hiệu sự phát hiện của PH1, cho thấy ba lần đầu tiên của Kepler-64 (KIC 4862625)

Kian Jek, từ San Francisco, và Robert Gagliano, từ Cottonwood, Arizona, phát hiện chữ ký của các hành tinh trong các dữ liệu Kepler, và nó đã được báo cáo thông qua chương trình PlanetHunters.org chạy bằng Tiến sĩ Chris Lintott, từ Đại học Oxford. Kian Jek lần đầu tiên phát hiện ra một dấu hiệu nhúng nhẹ của quá cảnh vào tháng 5 năm 2011. JKD báo cáo một giây. Robert Gagliano đã thực hiện một tìm kiếm có hệ thống, và xác nhận lần nhúng thứ hai, và tìm thấy lần thứ ba, vào tháng 2 năm 2012. Sử dụng điều này, Kian dự đoán một quá cảnh khác, và tìm thấy nó. Hành tinh này sau đó được phát hiện bằng phương pháp biến đổi thời gian nhị phân làm lu mờ. Tại thời điểm khám phá, nó là hành tinh tuần hoàn thứ sáu được biết đến.